# بانوماهی سنگالی
بانوماهی سنگالی (نام علمی: Elops senegalensis) نام یک گونه از سرده بانوماهیان است.